# K. C. Douglas
K. C. Douglas (21 de noviembre de 1913 - 18 de octubre de 1975) fue un cantante y guitarrista estadounidense de country blues.

## Biografía
Nació en Sharon, Misisipi y en 1945 se mudó a Vallejo, California para trabajar en los astilleros navales. En 1947 inició su carrera musical en la escena blues del Área de la bahía de San Francisco. Douglas estuvo muy influenciado por Tommy Johnson, con quien había trabajado en el área de Jackson, Misisipi a comienzos de los años 40, llegando grabar una versión de su célebre tema  "Canned Heat Blues" que fue incluida en el álbum Big Road Blues.
La primera grabación del trío liderado por K. C. Douglas fue "Mercury Boogie" (más tarde renombrada "Mercury Blues"), en 1948. Los otros músicos acreditados fueron Sidney Maiden (armónica), Ford Chaney (guitarra) y Otis Cherry (batería). El tema fue posteriormente versionado por Steve Miller, David Lindley, Ry Cooder o Dwight Yoakam. En 1992 la versión de Alan Jackson alcanzó el número 2 de las listas de éxitos country. Meat Loaf también incluyó una versión del tema como pista oculta en su álbum de 2003, Couldn't Have Said It Better. La compañía Ford Motor adquirió los derechos del tema para usarlo en publicidad.
A comienzos de los 60, Douglas grabó para Chris Strachwitz, mayormente para su sello Arhoolie Records y para Prestige Bluesville. En 1961, Douglas tocó la guitarra para el álbum de Sidney Maiden, Trouble An' Blues, reuniendo así una sociedad que había comenzado en los años 40.
Douglas participó en el Festival de Blues de San Francisco en los años 1973 y 1974. Fundó un cuarteto con el que actuó en el Área de la Bahía de San Francisco.
Douglas falleció de un infarto en Berkeley, California en octubre de 1975, y fue enterrado en el Pleasant Green Cemetery de Sharon, Misisipi.

## Discografía seleccionada

### Sencillos
| Año  | Título           | Sello     |
| ---- | ---------------- | --------- |
| 1948 | "Mercury Boogie" | Down Town |
| 1954 | "Lonely Blues"   | Rhythm    |

### Álbumes
| Año  | Título                                                     | Sello                                      |
| ---- | ---------------------------------------------------------- | ------------------------------------------ |
| 1956 | K.C. Douglas: A Dead Beat Guitar and the Mississippi Blues | Cook Records/Smithsonian Folkways          |
| 1961 | K.C.'s Blues                                               | Bluesville Records/Original Blues Classics |
| 1994 | Mercury Blues (reissued)                                   | Arhoolie Records                           |
| 1994 | Big Road Blues (reissued)                                  | OBC Records                                |
| 2006 | Classic African-American Ballads                           | Smithsonian Folkways                       |